# Famille de Percin
Pour les articles homonymes, voir Percin.
La famille de Percin est une famille de la noblesse française subsistante originaire du Languedoc, anoblie par charge au XVIe siècle.
Elle compte parmi ses membres des parlementaires d'Ancien Régime, deux gentilshommes de la chambre du roi, deux maréchaux de camp, un évêque.

## Histoire

### Origine
La famille de Percin, originaire du Languedoc, a pour auteur Bertrand Persin, reçu conseiller-secrétaire du roi au parlement de Toulouse en 1556.
Il laissa deux fils auteur de deux branches principales :
- Bertrand Percin, écuyer, coseigneur de Seran, qui épouse en 1555 Antoinette de Baylet et en eut : Jean, écuyer, seigneur de Montgaillard, gentilhomme de la chambre du roi, allié en 1584 à Marthe Barrau d'où postérité[1].
- Jean Percin, docteur es droit, conseiller au Parlement de Toulouse de 1553 à 1562, qui épouse Marie de Léglise et en eut : Valentin, conseiller au Parlement de Toulouse en 1582, allié en 1585 à Jacquette de Bely, d'où postérité[1].

### Noblesse
La famille de Percin fut anoblie par charge de conseiller-secrétaire du roi au parlement de Toulouse en 1556 et de conseiller au Parlement de Toulouse en 1553-1582,.
La branche de Montgaillard, de nos jours éteinte, fut reçue aux honneurs de la Cour.

## Personnalités
- Jacques De PERCIN,Jacques De Persin , écuyer, Officier de cavalerie, nommé par le Roi Louis XIV, il renonce à ses droits de primogéniture et est nommé officier munitionnaire a Hesdin par le roi Louis XIV.

Né en 1655 - Château de la Tricherie - Seilh, 31541, Haute Garonne, Midi-Pyrénées, France
Jacques De Persin , écuyer, Officier de cavalerie regiment de Noailles, nommé par le Roi Louis XIV, il renonce à ses droits de primogéniture et est nommé officier munitionnaire à Hesdin par le roi Louis XIV. Entre à saint omer le 21 avril 1677 avec sa compagnie de chevaux-légers Il est l'auteur de la famille "Depersin"
Décès
Mort au combat en Artois
Marié vers 1683, Fressin, 62359, Pas-de-Calais, Nord-Pas-de-Calais, France, avec Marie Madeleine PURDIN 1660-1696
Source: À.M.F.P Histoire et Généalogie de la Maison de Percin page 124
- Bernard de Percin de Montgaillard, ligueur, connu sous le nom de « Petit Feuillant », né en 1562 au Château de Montgaillard. Il entre dans l’ordre de Cîteaux, devient prédicateur de l’archiduc d’Autriche Albert, puis abbé de Nizelles en Brabant (Belgique) et d’Orval où il meurt le 8 juin 1628 à l'âge de 65 ans.
- Pierre-Jean-François Percin de Montgaillard, né en 1633 à Toulouse et mort à Saint-Pons-de-Thomieres (34). Il embrassa la carrière ecclésiastique, janséniste, il fut « Docteur en Sorbonne » et évêque de Saint-Pons-de-Thomières en 1664.
- François de Percin, alias de Persin, chevalier, seigneur de Lauret, capitaine au régiment de Lorraine. Maintenu noble le 12 juillet 1698. Gentilhomme de la chambre du Roi, marié avec Marie-Christine de Cheverry. Il fait son testament en 1742.
- Alexandre de Percin de Montgaillard, marquis de Montgaillard et de La Valette, seigneur de la Barthe. Son nom fut substitué en 1708 aux noms et armes de Nogaret de La Valette par Gabrielle-Eléonore de Nogaret de La Valette, laquelle lui laissa tous ses biens à la charge de perpétuer le nom historique de La Valette. Il hérita du château de Caumont.
- François de Percin, chevalier, seigneur de Lauret dès 1701, il se marie par contrat le 1er mars 1716 avec Jeanne de Lamezan Nouailhan et reçoit la moitié de la seigneurie d'Engalin en dot. Capitaine au régiment de Salles, brevet de marquis de Lauret en 1723 (non héréditaire). Il fait son testament en 1760, année de sa mort.
- Jean-François de Persin de Lauret, il fut en 1722 nommé à Mauvezin subdélégué d'intendance en l'élection d'Armagnac.
- Charles-Bernard-Joseph de Percin (né posthume en 1747 † 1798), marquis de Montgaillard et de La Valette, chevalier de Saint-Louis, marié le 29 octobre 1766 à Madeleine-Antoinette-Charlotte de Gontaud-Biron de Saint Blancard. En 1772, capitaine de cavalerie. en 1780 mestre de camp du Rgt Bourgogne infanterie. En 1788, il est nommé commandant du régiment d'infanterie de Guyenne, et le 6 février 1792, en pleine Révolution, il est promu maréchal de camp par la Convention nationale, mais il démissionne le 5 novembre 1792.
- Claude de Percin (1763 † 1836) écuyer né en Martinique et décédé à Fort Royal. Il se distingue notamment durant la bataille de l'Acajou.  Celle ci oppose des planteurs essentiellement aristocrates et le  parti des villes  constitué de patriotes dirigé par Coquille Dugommier. Lors de cette bataille il s'empare du canon des républicains et en fait un massacre[5]. Il fut fait chevalier de Saint Louis en 1815, chevalier de la légion d'honneur en 1823 puis membre du conseil privée de sa majesté[6].
- Augustin de Percin de Montgaillard (1767 † 1846), marquis de La Valette, commence une carrière d'officier en 1787 à sa sortie de l'École militaire de La Flêche. En 1793, il rejoint l'armée de Dumouriez en Belgique puis émigre en Angleterre. Il revient en France en 1811.

## Alliances
Les principales alliances de la famille de Percin sont : Bidegain.

## Armes
D'azur, à un cygne d'argent nageant sur des ondes du même, et surmonté de trois molettes d'or, rangées en chef.